# Покровский (совхоз)
Совхоз «Покровский» — совхоз Петушинского района Владимирской области образованный в 1960 году на базе небольших колхозов. В частности в 1961 году колхоз «8-е Марта» был преобразован в 3-е отделение совхоза «Покровский».

## История
9 октября 1978 года совхоз Покровский находится в непосредственном подчинении Государственно комитета СССР по производственно-техническому обеспечению сельского хозяйства. На базе совхоза организована Владимирская государственная зональная машиноиспытательная станция. Совхоз «Покровский» впоследствии стал её опытным хозяйством. С 22 мая 1997 года — государственное учреждение Владимирская государственная машиноиспытательная станция. 21 декабря 2001 года переименована приказом Министерства сельского хозяйства Российской Федерации в федеральное государственное учреждение «Владимирская государственная зональная машиноиспытательная станция».
На основании Положения о Министерстве сельского хозяйства Российской Федерации, утвержденного постановлением Правительства Российской Федерации от 12 июня 2008 года, распоряжения Правительства Российской Федерации от 24 сентября 2010 года учреждение находится в ведении Министерства сельского хозяйства Российской Федерации.

## Директора совхоза
- Киселев Николай Иванович — до того, как стал директором работал председателем Покровского РИК[4].